# Birger Jönsson (konstnär)
Birger Jönsson, född 13 december 1906 i Gladsax, Kristianstads län, död 9 juli 1952 i Rom, var en svensk målare och skulptör. 
Han studerade måleri för Isaac Grünewald i Stockholm under 1930-talet dessutom studerade han skulptur vid Tekniska skolan och därefter studerade han skulptur för Harald Isenstein vid Skånska målarskolan i Malmö 1943-1944. Som Skånes konstförenings stipendiat for han på en studieresa till Italien 1952 där han kort tid efter ankomsten avled i en febersjukdom. Han medverkade i samlingsutställningar med Sveriges allmänna konstförening, Skånes konstförening samt Kulla konst i Höganäs. Han medverkade i Nationalmuseums utställning Unga tecknare och tillsammans med Gerhard Nordström ställde han ut på Ystads konstmuseum och tillsammans med Margaretha Wallin i Nässjö 1952. En minnesutställning med Jönssons konst visades i SDS-hallen i Malmö 1954. Hans bildkonst består av figurkompositioner, modellstudier och skånska landskap i olja samt modellerat porträttbyster i gips, brons eller terrakotta.